# 9177 Donsaari
9177 Donsaari este o planetă minoră (asteroid), cu un diametru de 5,574 km, din centura de asteroizi. A fost descoperită pe 18 decembrie 1990 la Observatorul Palomar de Eleanor F. Helin și a fost numită după Donald G. Saari⁠(d). 
Obiectul prezintă o orbită caracterizată de o semiaxă mare de 2,5610159 UAi, o excentricitate de 0,28, o înclinație de 4,42464 ° în raport cu ecliptica.